# 翔 (モデル)
翔（しょう、2006年5月9日 - ）は、日本で活動する俳優、モデル、タレント。
アメリカ合衆国・カリフォルニア州ロサンゼルス出身。
セブンス・アヴェニュー所属。

## 経歴
2016年冬より母が管理するInstagramアカウントに「#ハーフ男子」「#小学生男子」などのハッシュタグで投稿された日常の写真や動画が「とんでもない美少年がいる」「天使のような美貌」などとして話題を呼び、一般人ながら10万人以上のフォロワーを獲得。2017年12月20日放送の『今夜くらべてみました』（日本テレビ系）に出演した女優の桐谷美玲が休日にInstagramに投稿された翔の写真を見て癒やされていることを語り、インターネット上で話題となった。
10社以上の芸能事務所からスカウトの声がかかりファッション雑誌などから出演オファーが殺到する中、自ら渡米して本人や家族と対面した社長の熱意を受けてセブンス・アヴェニューとマネジメント契約を交わし、日米を往復しながら日本での芸能活動を開始。2018年3月31日開催の『東京ガールズコレクション 2018 SPRING/SUMMER』のランウェイでデビュー。4月16日放送の『人生が変わる1分間の深イイ話×しゃべくり007合体スペシャル』（日本テレビ系）でテレビ初出演を果たし、子役として4月期ドラマ『花のち晴れ〜花男 Next Season〜』（TBS）で平野紫耀（King & Prince）演じる神楽木晴の幼少期役を演じてドラマ初出演。7月には日本とアメリカで撮りおろした写真とインタビューからなるファーストフォトブック『HAPPY!!』（KADOKAWA）を発表。

## 人物
ドイツ人の父と日本人の母を持つハーフで、家族は両親と姉。母の故郷は福岡県久留米市にある。その縁から、2023年11月より久留米市のふるさと大使を務める。また、第19回くるめ光の祭典広報アンバサダー」にも就任。
名前の「翔」は、母が嵐の櫻井翔のファンであることに由来する。
趣味はテレビを観ること、サーフィン。
特技はLEGO。
2023年12月15日現在、Instagramのフォロワー数は約46.2万人
。

## 主な出演

### テレビドラマ
- 花のち晴れ〜花男 Next Season〜（2018年4月17日 - 6月26日、TBS） - 神楽木晴（幼少期） 役[13]
- 鹿楓堂よついろ日和 第6話・最終話（2022年2月19日・3月19日、テレビ朝日） - 渡辺洋 役[14]

### テレビ番組
- ZIP!（2020年3月29日 - 、日本テレビ）「星星のベラベラENGLISH」レギュラー・ノア 役
- 超無敵クラス（2020年11月15日・2021年3月16日・4月10日 - 5月1日、10月5日・12日・27日・11月3日 - 2022年1月4日・12月25日、レギュラー出演中、日本テレビ）

### 配信ドラマ
- 女王様に捧ぐ薬指（2023年5月2日 - 、Paravi） - 望月レイ 役[15]

### 映画
- ぼくらのレシピ図鑑シリーズ 『メンドウな人々』（2023年3月公開） - アンディ 役[16]

### 舞台
- ルール〜「十五少年漂流記」より〜（2024年5月16日 - 26日、よみうり大手町ホール / 6月1日 - 2日、COOL JAPAN PARK OSAKA TTホール） - クロス 役[17]

### ランウェイ
- 東京ガールズコレクション
  - 2018 SPRING/SUMMER（2018年3月31日、横浜アリーナ）
  - 2019 SPRING/SUMMER（2019年3月30日、横浜アリーナ）
  - 2020 SPRING/SUMMER（2020年3月29日、横浜アリーナ）
  - 2021 AUTUMN/WINTER（2021年9月4日、ライブ配信）
  - 2022 SPRING/SUMMER（2022年3月21日、国立代々木体育館競技場 第一体育館）
  - 2022 AUTUMN/WINTER（2022年9月3日、さいたまスーパーアリーナ）
  - 2023 SPRING/SUMMER（2023年3月4日、国立代々木体育館競技場 第一体育館）

- TGC KITAKYUSHU
  - 2023（2023年10月7日、西日本総合展示場 新館）

- TGC teen
  - 2023 Winter（2023年11月12日、LINE CUBE SHIBUYA）

- KANSAI COLLECTION
  - 2023 AUTUMN＆WINTER（2023年8月6日、京セラドーム大阪）
  - 2024 SPRING/SUMMER（2024年3月20日、京セラドーム大阪）

- OKINAWA COLLECTION
  - 2023（2023年9月24日、沖縄 波の上うみそら公園）

### イベント
- メンズ・メイクブックシリーズ『FIRST MAKE UP MEN』創刊発売記念イベント

　【FIRST MAKE UP MEN × LAURA MERCIER】

　メンズ美容を加速する『Men's キレイUP ライブ 2022』

　～まるでメイクしていないようでいて格段に印象アップできるメソッドを詰め込んだ一生モノのライブをYouTube配信～

　（2022年 6月 17日（代官山 蔦屋書店 シェアラウンジ）

- Seventeen 夏の学園祭
  - 2022（2023年8月25日、LINE CUBE SHIBUYA：渋谷公会堂）
  - 2023（2023年8月23日、東京ドームシティ プリズムホール）

### CM・広告
- オービィ横浜（2018年）
- ニチレイフーズ 「ミニハンサムに変身しよう！キャンペーン」応援キャラクター（2018年9月1日 - 11月9日） ※広告
- 湖池屋「スコーン」（2019年）

## 作品

### フォトブック
- 翔 ファーストフォトブック 『HAPPY!!』（2018年7月26日、KADOKAWA、ISBN 978-4-04-602437-4）[18]